# دونا كروز
دونا كروز هي مغنية وممثلة فلبينية، ولدت في 14 فبراير 1977 بمانيلا في الفلبين.

## وصلات خارجية
- دونا كروز على موقع IMDb (الإنجليزية)
- دونا كروز على موقع IMDb (الإنجليزية)
- دونا كروز على موقع ميوزك برينز (الإنجليزية)
- دونا كروز على موقع ديسكوغز (الإنجليزية)
- دونا كروز على موقع قاعدة بيانات الفيلم (الإنجليزية)